# Nokia 5630
Nokia 5630 XpressMusic är en smartphone från Nokia som lanserades i 2009. Mobiltelefonen inriktar sig främst till musikentusiaster.